# Katlego Mphela
Katlego Abel Mphela (Brits, Dél-afrikai Köztársaság, 1984. november 29.) visszavonult dél-afrikai labdarúgó, aki legtöbb mérkőzését a Mamelodi Sundownsban játszotta csatárként.

## Pályafutása
Mphela 2003-ban, a Jomo Cosmosban kezdte a pályafutását, majd egy év múlva Franciaországba, a Strasbourghoz igazolt. Később kölcsönadták a Stade Reimsnek, de egyik csapatnák sem tudott állandó helyet szerezni magának. 2006-ban visszatért Dél-Afrikába, a Supersport Unitedhez. 2008-ban a Mamelodi Sundowns játékosa lett. A 2009/10-es szezonban 17 góllal gólkirály lett.

## Válogatott
Mphela 2005. február 26-án, a Seychelle-szigeteki válogatott ellen debütált a dél-afrikai válogatottban és rögtön két gólt szerzett. A 2008-as afrikai nemzetek kupáján betalált Tunézia ellen. Ő szerezte a 2009-es konföderációs kupa talán leglátványosabb gólját, egy távoli szabadrúgást értékesített Spanyolország ellen a bronzmeccsen. Részt vett a 2010-es világbajnokságon is, ahol egy gólt szerzett, a franciák ellen. Dél-Afrika végül 2-1-re nyert, ezzel kiejtve Franciaországot.

## Külső hivatkozások
- Adatlapja a FIFA honlapján Archiválva 2010. április 27-i dátummal a Wayback Machine-ben
- Adatlapja az ESPN honlapján Archiválva 2010. január 3-i dátummal a Wayback Machine-ben
- Pályafutása statisztikái

## Fordítás
- Ez a szócikk részben vagy egészben  a   Katlego Mphela című angol Wikipédia-szócikk fordításán alapul.  Az eredeti cikk szerkesztőit annak laptörténete sorolja fel. Ez a jelzés csupán a megfogalmazás eredetét és a szerzői jogokat jelzi, nem szolgál a cikkben szereplő információk forrásmegjelöléseként.